# Assac
Assac település Franciaországban, Tarn megyében. Lakosainak száma 151 fő (2022. január 1.). Assac Ambialet, Cadix, Courris, Le Dourn, Saint-André, Saint-Cirgue és Saint-Michel-Labadié községekkel határos.

## Népesség
A település népességének változása:
| Lakosok száma | 150  | 146  | 145  | 144  | 143  | 143  | 146  | 148  | 151  |
|               | 2013 | 2015 | 2016 | 2017 | 2018 | 2019 | 2020 | 2021 | 2022 |